# Буков, Емилиан Несторович
Емилиа́н Не́сторович Бу́ков (рум. Emilian Bucov; 26 июля 1909 — 17 октября 1984) — молдавский советский прозаик и поэт. Народный писатель Молдавской ССР (1966). Герой Социалистического Труда (1979).

## Биография
Родился 26 июля (8 августа) 1909 года на юге Бессарабии в городке Новая Килия, расположенном в устье Дуная (теперь Одесская область Украины).
С 1931 по 1936 годы учился на литературно-философском факультете Бухарестского университета.
Был членом Союза коммунистической молодёжи Румынии, участвовал в подпольной революционной работе. Сотрудничал в румынских журналах. Опубликовал сборники стихов «Труд кипит» (1932), «Речь солнца» (1937), «Китай» (1938), содержащие острую критику буржуазного общества и проникнутые пафосом революционной борьбы. После присоединения Бессарабии к СССР в 1940 году, Емилиан Буков жил в Молдавской ССР. Член ВКП(б) с 1950 года.
Опубликовал сборники стихов «Я вижу тебя, Молдавия» (1942), «Весна на Днестре» (1944), «Страна моя» (1947), «Растут этажи» (1952), «Стихи» (1954), роман в стихах «Город Реут» (1956, русский перевод 1958) и другие произведения.
Перу Букова принадлежат сказка в стихах «Андриеш», по которой Сергеем Параджановым был снят одноимённый фильм, а композитором Аркадием Люксембургом была написана Симфоническая картина для оркестра «Андриеш» (1962), сборник рассказов «Искры сердца» (1965), поэма «Песня молодости» (1969), роман «Магистраль» (1969).
Пьеса Букова «Дунай — беспокойные воды» (1956) посвящена выступлениям дунайских рыбаков во время румынской оккупации. Действие разворачивается в 1925—1926 гг. Она была поставлена на сцене в 1957 году под названием «Бурлящий Дунай».
Буков был редактором и автором переводов на молдавский язык произведений Т. Г. Шевченко — «Избранное» (Кишинёв, 1961, 1964). Ему принадлежат статьи про украинского поэта.
Депутат ВС СССР 2—3-го созывов (1946—1954).
Умер 17 октября 1984 года в Кишинёве.
- В 1970—1973 годах вышло в свет собрание избранных произведений Букова в 5 томах.
- В 1971 году режиссёр Петру Унгуряну снял документальный фильм «Емелиан Буков» о творчестве писателя.

## Награды и звания
- Герой Социалистического Труда (08.08.1979)
- два ордена Ленина (11.10.1949; 08.08.1979)
- два ордена Трудового Красного Знамени (31.08.1959; 07.08.1969)[4]
- медали
- Государственная премия Молдавской ССР (1966) — за сборник стихов и поэм «Зиле де азь, зиле де мыне» («День настоящий, день грядущий»)
- народный писатель Молдавской ССР (1982)